# Острая ревматическая лихорадка
О́страя ревмати́ческая лихора́дка, ОРЛ (англ. acute rheumatic fever; в старой российской терминологии — ревматизм, болезнь Сокольского — Буйо) — это системное заболевание соединительной ткани с преимущественной локализацией поражений в сердечно-сосудистой системе (кардит, клапанные пороки сердца), развитием суставного (артрит), кожного (ревматические узелки, аннулярная эритема) и неврологического (хорея) синдромов, возникающее у детей 7—15 лет на фоне иммунного ответа организма на антигены бета-гемолитического стрептококка группы А и перекрёстной реактивности со схожими тканями организма человека.

## Этиология
Streptococcus pyogenes (β-гемолитический стрептококк группы А) представляет собой грамположительный каталазонегативный кокк. Патогенные штаммы БГСА- М3, М5, М18, М19, М24. Этому способствует обилие факторов патогенности стрептококков:
- Адгезивные факторы
- Стрептококковые суперантигены
- М-протеин
- Стрептолизин-S
- Стрептолизин-О
- Стрептогиалуронидаза
- Стрептопротеиназа
- Гиалуроновая кислота

## Эпидемиология
В 1920—1930 годах больничная летальность от острой ревматической лихорадки с вовлечением сердца составляла до 40 %, частота формирования пороков доходила до 50—75 %. Благодаря активной антиревматической работе, организационным мероприятиям и научным достижениям в 1960—1970-е годы в СССР заболеваемость ревматизмом уже составляла 20—30 случаев на 1000 человек, причём в Москве и Ленинграде этот показатель был на уровне 8—9, в Уфе — 38, в Красноярске — 98 случаев на 1000 населения. Летальность к этому моменту снизилась до 2 %, а частота формирования пороков — до 15—30 %. Мероприятия по внедрению повсеместной бициллинопрофилактики, диспансерного наблюдения, улучшению социального положения населения привели заболеваемость к уровню развитых стран — 0,3—0,8 на 1000 населения.
В последнее время наметилась тенденция к увеличению частоты случаев ревматической лихорадки в различных странах. Так, в Индии заболеваемость составляет в среднем 6 на 1000 населения, в США (штаты Пенсильвания, Огайо, Теннесси, Западная Виргиния, Калифорния) зарегистрировано 8 вспышек в средних слоях населения и в воинских коллективах, причём заболеваемость среди детей увеличилась в 5—12 раз в 24 штатах. В связи со снижением уровня жизни населения ревматизм вновь становится актуальной проблемой в России. В 1994 году показатель заболеваемости ревматизмом на Северном Кавказе был почти в 3 раза выше, чем в среднем по России. В этот период шли наиболее активные миграционные процессы, люди жили во временных жилищах, а иногда и под открытым небом, часто малодоступной оказывалась и медицинская помощь. В последние годы по России в целом и по отдельным её территориям заболеваемость РЛ снизилась.

## Патогенез
В патогенезе ОРЛ также можно говорить о ревматической патогенетической триаде:
- Прямое повреждение миокарда факторами патогенности БГС-А.
- Аутоиммунный механизм:
  - а — оголение аутоантигенов миокарда вследствие прямого повреждения;
  - б — антигенная мимикрия БГС-А и миокарда (сходство антигенов), то есть антитела на БГС-А способны поражать и миокард);
- Сосудистый механизм (поражение сосудов миокарда по вышеописанным механизмам ведет к дисциркуляторным изменениям в миокарде — ишемии, ацидозу, — способствуя развитию воспаления, с одной стороны, и реактивному фиброзу, с другой).

## Классификация
- Клинический вариант: острая РЛ (ОРЛ), повторная РЛ (ПРЛ).
- Клинические проявления: кардит, артрит, хорея, кольцевидная эритема, подкожные узелки.
- Вовлеченность сердца: без поражения сердца, ревматическая болезнь сердца (без порока, с пороком, неактивная фаза).
- Выраженность хронической сердечной недостаточности: ХСН I, II A, II Б, III ст., ФК I, II, III, IV.

## Клиника и диагностика
Клинико-диагностические критерии ОРЛ Киселя — Джонса:
- Большие (ревматическая клиническая пентада):
  - ревмокардит (преимущественно эндомиокардит);
  - полиартрит (преимущественно крупных суставов, мигрирующий характер, без остаточных деформаций, рентгенологически негативный);
  - малая хорея (гипотонико-гиперкинетический синдром вследствие поражения полосатого тела подкорки головного мозга);
  - ревматические узелки (периартикулярные подкожные узловатые уплотнения);
  - анулярная эритема (кольцевидные покраснения кожи туловища и проксимальных отделов конечностей).
- Малые:
  - клинические: лихорадка, артралгии;
  - лабораторно-инструментальные: а) лабораторные (C-реактивный белок, сывороточный креатинин, дифениламиновая проба, СМ, АСЛО, АСГН); б) инструментальные (увеличение интервала PQ на ЭКГ)

## Дифференциальная диагностика
Наиболее часто приходится дифференцировать ОРЛ с:
- неревматический кардит (на фоне вирусной инфекции, без временного промежутка, без пороков, без поражения суставов, с отрицательными ревмопробами);
- ревматоидным артритом (поражаются мелкие суставы, стойкий характер поражения, характерна утренняя скованность, узурация на рентгенограммах, деформация, практически не поражается сердце);
- СКВ (волчаночная бабочка, панцитопения с нейтрофилезом, LE-клетки и АНФ).

## Профилактика
- Первичная: своевременная санация стрептококковых инфекций (ангины, стрептодермии, лечение болезней полости рта, болезней ЛОР-органов, правильная гигиена и т. д.), закаливание и т. д.
- Вторичная (бициллинопрофилактика): экстенциллин 2,4 млн единиц раз в 3 недели:
  - стандартно — в течение 5 лет;
  - при манифестации ОРЛ в препубертате/пубертате без порока сердца — до 18 лет;
  - при манифестации ОРЛ в препубертате/пубертате с пороком сердца — до 25 лет.
- Текущая: обязательное назначение при интеркуррентных заболеваниях пенициллинов и НПВС.

## Прогноз
При своевременном выявлении и лечении до развития порока — относительно благоприятный; после развития порока — сомнительный даже при адекватной терапии.